# الأكاديمية المكسيكية للفنون والعلوم السينمائية
الأكاديمية المكسيكية للفنون والعلوم السينمائية (بالأسبانية:Academia Mexicana de Artes y Ciencias Cinematográficas), تأسست في 3 يوليو عام 1946 في مدينة مكسيكو.

## التاريخ
الناس التاليين كانوا موجودين قبل كاتب العدل خلال التوقيع على الوثيقة:
| - سيليستينو جوروستيزا، كاتب سيناريو ومخرج - فيليبي غريغوريو كاستيلو، مصور سينمائي - رؤول دي دي أند، منتج - كارلوس كاريدو غالفان، محام - سيزار سانتوس غاليندو، محامي - فرناندو سولير، ممثل - مانويل فونتانالز، مصور سينمائي - اجناسيو فرنانديز إسبيرون “تاتا ناتشو”, ملحن - إدواردو هيرنانديز مونكادا، عازف بيانو وملحن - أوزوالدو دياز روانوفا، صحفي - فرناندو موراليس أورتيز، صحفي - أوجينيو مالدونادو، محام | - خوسيه ماريا سانشيس غارسيا، صحفي - أنطونيو كاسترو ليال، محامي - أديلا فورموسو دي أوبريغون سانتاسيليا، مرشدة أفلام - كارلوس بييثير كامرا, كاتب سيناريو - اليخاندرو غاليندو، كاتب السيناريو - خوان مانويل توريه - جورج فيرنانديز، مصور سينمائي - فرانسيسكو دي ب. كابريرا، منتج - أنخيل غاراسا بيرجس، ممثل - أدولفو فيرنانديز بوستامانتي، المدير - غابرييل فيغيروا مصور سينمائي، وآخرين. |

كانت هذه اللحظة حيث كانت صناعة السينما في المكسيك تسير إلى ذروتها. في العام قبل الماضي، بحوالي، 85 فلم، الرقم القياسي حتى اليوم. كان الهدف من إنشاء الأكاديمية هو لتعزيز التقدم في فنون وعلوم صناعة الأفلام، وكذلك لإعطاء التقدير العام وللأنتاجات السينمائية المذهلة وتعزيز البحوث المستقبلية.
من الناحية العملية، استمرت معظم جهود الأكاديمية في التعرف على أفضل الأفلام مع جائزتها: أرييل. في كل عام، من عام 1947 إلى عام 1958. بعد عام 1958، أنخفض عدد الإنتاجات إلى حد كبير، وحتى عام 1972 عندما أقيم الأحتفال مرة أخرى، وأصبح يقام كل عام حتى الآن.

## الأعضاء

### اللجنة المنظمة
آب / أغسطس 2002 - أغسطس 2006
- الرئيس: ديانا براشو, ممثلة
- الأمين: بيدرو ارمينداريزالأبن، ممثل
- أمين الصندوق: فيكتور هوغو، راسكون باندا، كاتب سيناريو
- أعضاء المجلس:
  - بيثنتي لينيرو, كاتب سيناريو
  - كارلوس كاريرا، مخرج

### أعضاء نشطين
| - آنا أوفيليا مورجينيا، ممثلة - أرتورو دي لا روزا، مصور سينمائي - بلانكا غيرا, ممثلة - بريجيت بروش، مصمم فني - كارلوس كاريرا، مخرج - ديانا براشو، ممثلة - إرنستو غوميز كروز، ممثل - فيليبي كازالز، مخرج - غييرمو جرانيلو، مصور سينمائي - جورج فونس، مخرج - خوسيه بويل، مخرج وكاتب سيناريو - خوزيه لويس غارسيا أغراز، مخرج - خوان انطونيو دي لا ريفا، مخرج | - لوسيا الفاريز، ملحن - مارجريتا سانز، ممثلة - ماريا روخو، ممثلة - ماريستيلا فرنانديز، الملابس - نييرو باربيريس، الصوتيات - أوسكار فيغيروا، محرر - باتريشيا ريس سبيندولا، ممثلة - بيدرو أرمنداريز، ممثل - سيغفريدو بارجاو، محرر - توماس بيريز تورينت، كاتب سيناريو - توني كوهن، مصور سينمائي - فيسنتي لينيرو، كاتب سيناريو - فيكتور هوغو راسكون باندا، كاتب سيناريو |

### أعضاء شرفيين
| - ألبرتو ماريسكال، مخرج - ألفريدو ريبستاين، منتج - أليسيا ديل لاغو، ممثلة - أمبارو أروزامينا, ممثلة - آنا لويزا بيلوفو، ممثلة - أنطونيو أغيلار، ممثل ومغني - أنطونيو أورلانا، مخرج وكاتب - بينيتو الأزرقي، مخرج - بلانكا توريس، ممثلة - كارميليتا غونزاليز، ممثلة - كارمن مونتيجو، ممثلة - كارولينا كارنت، ممثلة - كولومبا دومينغيز، ممثلة - ديميتريو بيلباتوا، منتج أفلام وثائقية - إلسا أغيري، ممثلة - إميليو كاربيدو، كاتب - إنريكي استيفيز، مصمم فني - ارنستو ألونسو، ممثل - فاني كوفمان "فيتولا"، ممثلة - فيديريكو لانديروس، محرر - فرناندو مارتينيز ألفاريز، محرر - فرناندو موراليس أورتيز، صحفي ومؤسس AMACC - غابرييل غارسيا ماركيز، كاتب | - غابرييل توريس، مصور سينمائي - غلوريا شومان، محرر - غوستافو ألاتريست، منتج ومخرج - إغناسيو لوبيز تارسو، ممثل - جيسوس زارزوسا، موسيقي - خواكين جوتيريز هراس، ملحن - خوسيه أورتيز راموس، مصور سينمائي - جوليو بلييغو كالفا، وثائقي - ليليا برادو، ممثلة - لوبيتا توفار، ممثلة - مانويل إسبرون، مؤلف - مانويل غونزاليس كازانوفا، مؤسس أرشيف الأفلام وCUEC - ماريا إيلينا ماركيز، ممثلة - ميغيل زاكارياس، مخرج - نينون سيفيلا، ممثلة - رافائيل ليال دياز، مختبرات ECHASA - روزا كارمينا، ممثلة - روزاليو سولانو، مصور سينمائي - روزيتا كوينتانا، ممثلة - سيرجيو غيريرو، مؤلف - سيرفاندو غونزاليز، مخرج - سيلفيا بينال، ممثلة |

## وصلات خارجية
- الموقع الرسمي (بالإسبانية)